# Greg Razer
Greg Razer là một chính khách người Mỹ, người được bầu vào Hạ viện Missouri trong cuộc bầu cử năm 2016. Một thành viên của Đảng Dân chủ, ông đại diện cho quận 25.
Trước khi được bầu vào cơ quan lập pháp, Razer là người tổ chức thực địa cho Promo, tổ chức vận động chính sách LGBT của tiểu bang, và làm việc với các nhân viên chiến dịch của Thượng nghị sĩ Claire McCaskill.